# Ballada o Narayamie (film 1958)
Ballada o Narayamie (jap. 楢山節考, Narayama bushikō) – japoński dramat filmowy z 1958 roku w reżyserii Keisuke Kinoshity. Adaptacja powieści pod tym samym tytułem autorstwa Shichirō Fukazawy.
Obraz prezentowany był w konkursie głównym na 19. MFF w Wenecji, gdzie spotkał się z mieszanymi reakcjami krytyki. Był oficjalnym japońskim kandydatem do rywalizacji o 31. rozdanie Oscara w kategorii filmu nieanglojęzycznego, ale ostatecznie nie zdobył nominacji.
W 1983 roku powstała nowa wersja Ballady o Narayamie, którą wyreżyserował Shōhei Imamura. Remake zdobył m.in. Złotą Palmę na 36. MFF w Cannes.

## Fabuła
Film odwołuje się do legendarnej starodawnej praktyki zwanej ubasute, zgodnie z którą starsi ludzie byli zanoszeni na szczyt góry, gdzie pozostawiano ich na pewną śmierć. Główną bohaterką jest 70-letnia wdowa Orin, która bez zastrzeżeń uczyniłaby zadość okrutnej tradycji, wbrew oporom ze strony kochającego syna Tatsuhei. Z postawą Orin kontrastuje zachowanie Maty, jej starego sąsiada, który protestuje przeciwko poddaniu się bezdusznym praktykom, włócząc się po okolicy, podczas gdy jego rodzina już odcięła go od jedzenia.

## Obsada
- Kinuyo Tanaka – Orin
- Teiji Takahashi – Tatsuhei
- Yūko Mochizuki – Tamayan
- Danko Ichikawa – Kesakichi
- Keiko Ogasawara – Matsu-yan
- Seiji Miyaguchi – Matayan
- Yūnosuke Itō – syn Matayana
- Ken Mitsuda – Teruyan[3]